# Сіное (озеро)
Сіное (рум. Lacul Sinoe або Lacul Sinoie) — лиман лагунного типу (або солоне озеро) на узбережжі Чорного моря у Північній Добруджі в Румунії на південь від дельти Дунаю.

## Опис
Входить до північної групи озер Разелм-Сіное у дельті Дунаю. Назва походить від слов'янського слова синє.

## Визначні місця
На узбережжі лиману розташовані руїни античного міста Істрія.